# Alister Kirby
Alister Graham Kirby (ur. 14 kwietnia 1886 w Brompton, zm. 29 marca 1917) – brytyjski wioślarz i oficer, złoty medalista olimpijski. 
Kształcił się w Eton College i Magdalen College Uniwersytetu Oksfordzkiego. Czterokrotnie brał udział w The Boat Race; w latach 1906, 1907 i 1908 przegrywał, a w 1909 odniósł zwycięstwo.
Wystąpił na igrzyskach olimpijskich w Sztokholmie w 1912, gdzie brytyjska osada Leander Club w składzie: Edgar Burgess, Sidney Swann, Leslie Wormald, Ewart Horsfall, James Angus Gillan, Stanley Garton, Alister Kirby, Philip Fleming i Henry Wells zdobyła złoty medal w ósemkach. W finale wyprzedzili rodaków z osady New College o 3,5 sekundy. Był to jego jedyny start olimpijski.
Po zakończeniu kariery pracował jako trener.
Po wybuchu I wojny światowej wstąpił do British Army, otrzymując przydział w London Rifle Brigade w stopniu porucznika. Awansowany na kapitana. W marcu 1917 zmarł po chorobie; został pochowany na cmentarzu wojennym Mazargues w Marsylii. 